# Giuseppe Laterza
Giuseppe Laterza (ur. 12 listopada 1970 w Conversano) – włoski duchowny katolicki, arcybiskup, nuncjusz apostolski w Republice Środkowoafrykańskiej i Czadzie.

## Życiorys
12 listopada 1994 otrzymał święcenia kapłańskie i został inkardynowany do diecezji Conversano-Monopoli. W 2001 rozpoczął przygotowanie do służby dyplomatycznej na Papieskiej Akademii Kościelnej. W 2003 rozpoczął pracę w nuncjaturze apostolskiej w Urugwaju. Następnie był sekretarzem nuncjatury w Warszawie (2006–2007). W 2007 został pracownikiem sekcji II Sekretariatu Stanu Stolicy Apostolskiej. Następnie był radcą nuncjatur we Włoszech (2016–2019) i w Gruzji (2019–2023). 

### Episkopat
5 stycznia 2023 papież Franciszek mianował go nuncjuszem apostolskim w Republice Środkowoafrykańskiej i Czadzie oraz arcybiskupem tytularnym Vartany. Sakry udzielił mu 4 marca 2023 Sekretarz Stanu kardynał Pietro Parolin. 28 maja 2024 otrzymał nową stolicę tytularną Polinianum.